# Morten Schnell Lauritzen
Morten Schnell Lauritzen (født 10. juli 1972 i Vejle) er en dansk journalist, der var tv-vært på DR Update. Herefter har han været studievært ved DR2's nyhedsudsendelser.[kilde mangler]
Lauritzen blev uddannet fra Danmarks Journalisthøjskole i 1998. Han startede i 1999 på TV-avisen i Århus som reporter. I 2001 var han med til at etablere DR's morgen-tv. Fra sommeren 2002 har han været vært på TV-Avisen, fra 2004 som fast afløser dens aftenudsendelser. Fra 2008 var han vært og redaktionssekretær på DR Update og fortsatte i forbindelse med lukningen af kanalen og ændringen af DR2 over på DR2's nyheder.[kilde mangler]